# Plemenná kniha
Plemenná kniha (anglicky studbook či stud book) se používá pro přesnou registraci všech zvířat daného druhu/poddruhu, jež jsou chována v lidské péči. Slouží jako cenný a praktický nástroj chovatelství. S její pomocí lze cíleně vytvářet chovné skupiny a to tak, že nedochází k nežádoucímu křížení příbuzenských zvířat atp. Jestliže je plemenná kniha zavedena, pak je cenným nástrojem, správného odchovu zvířecího druhu. Základní standardy plemenných knih udává International Stud Book Committee (ISBC).

## Typy plemenných knih
Existuje několik typů plemenných knih.

### Mezinárodní (celosvětové a regionální) plemenné knihy
Mezinárodní plemenné knihy shraňují údaje chovatelských institucí buď celého světa a nebo regionu (např. kontinentu atp.). Například existuje:
- Evropská plemenná kniha (European Studbook – ESB) je regionální plemennou knihou. Evropské zoologické zahrady je hojně aplikují při koordinace chovu jednotlivých druhů zvířat, kde je využívána také pro Evropský záchovný program (EEP). Evropské plemenné knihy jsou zřizovány dle potřeb chovu a o jejich založení, pověření vedením atp. určuje odborná komise Taxonomic Advisory Group. Evropská plemenná kniha neřídí chov, ale pouze ho sleduje a shromažďuje chovatelské informace.[1]
- Podobným způsobem jsou vedeny také jiné regionální plemenné knihy či mezinárodní plemenné knihy.

Příklady některých mezinárodních a regionálních plemenných knih vedený v Česku:
| Název plemenné knihy                               | druh zvířete              | Vedení plemenné knihy |
| -------------------------------------------------- | ------------------------- | --------------------- |
| Mezinárodní plemenná kniha koně Převalského        | kůň Převalského           | Zoo Praha             |
| Mezinárodní plemenná kniha leguána kubánského      | leguán kubánský           | Zoo Praha             |
| Mezinárodní plemenná kniha siky vietnamského       | Jelen sika vietnamský     | Zoo Ostrava           |
| Evropská plemenná kniha želvy černavé              | želva černavá             | Zoo Praha             |
| Evropská plemenná kniha orlície bornejské          | orlície bornejská         | Zoo Praha             |
| Evropská plemenná kniha ocelota stromového         | ocelot stromový           | Zoo Praha             |
| Evropská plemenná kniha komby ušaté                | komba ušatá               | Zoo Praha             |
| Evropská plemenná kniha komby jižní                | komba jižní               | Zoo Praha             |
| Evropská plemenná kniha krysy (velemyši) obláčkové | krysa (velemyš) obláčková | Zoo Praha             |
| Evropská plemenná kniha krysy (velemyši) největší  | krysa (velemyš) největší  | Zoo Praha             |

### Národní plemenné knihy
Národní plemenné knihy bývají zřízeny a provozováný na území jednoho státu.

### Uzavřené plemenné knihy
Uzavřená plemenná kniha při chovu nepřijímá žádnou vnější krev. Evidovaná zvířata a všechna následná potomstva se vracejí zpět do základního fondu a genofond již nelze z vnějšku rozšířit. Tím je zajištěno, že zvíře je čistokrevným členem plemene. Uzavřená plemenná kniha udržuje standardní vlastnosti druhu/poddruhu zvířat, ale omezuje schopnost druhu/poddruhu být vylepšen/změněn. Příkladem mohou být čistokrevná plemena psů.

### Otevřené plemenné knihy
Otevřené plemenné knihy umožňují rozšířit genofond také o další zvířata, která splňují kritéria plemenné knihy.

## Galerie

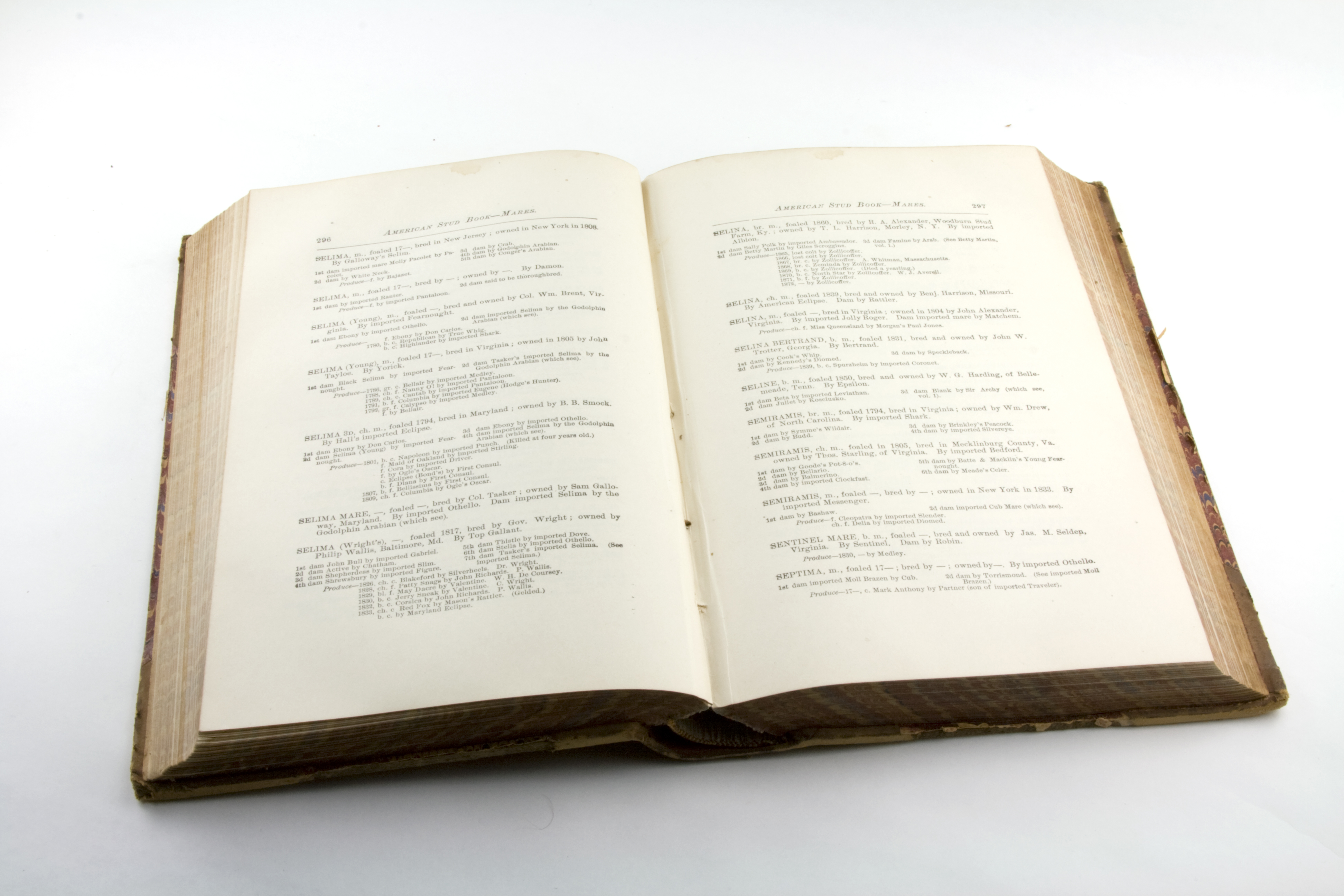
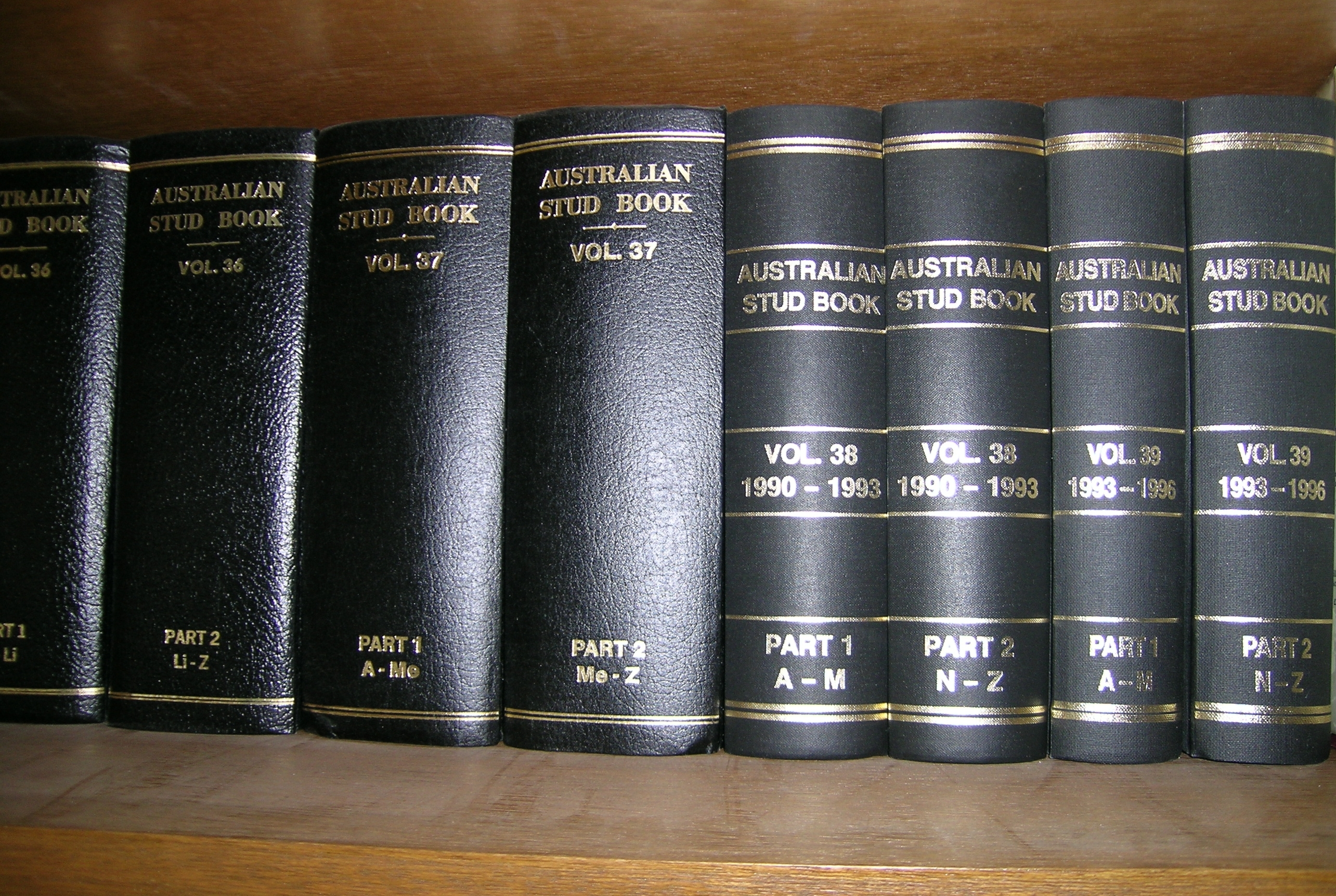